# Laranjeiro e Feijó
Laranjeiro e Feijó (llamada oficialmente União das Freguesias de Laranjeiro e Feijó) es una freguesia portuguesa del municipio de Almada, distrito de Setúbal.

## Historia
Fue creada el 28 de enero de 2013 en aplicación de una resolución de la Asamblea de la República de Portugal promulgada el 16 de enero de 2013 con la unión de las freguesias de Feijó y Laranjeiro, pasando su sede a estar situada en la antigua freguesia de Laranjeiro.

## Demografía
| Gráfica de evolución demográfica de Laranjeiro e Feijó entre 2011 y 2021 |
|                                                                          |
| Datos según el nomenclátor publicado por el INE portugués.               |